# Обчакорон (район Рудаки)
Обчакорон (тадж. Обчакорон) — село в районе Рудаки Республики Таджикистан. 
Входит в состав джамоата (сельской общины) Чимтеппа района Рудаки.
Находится недалеко от г. Душанбе, на расстоянии 11 км от райцентра (пгт. Сомониён) и 2 км от центра общины (село Гулпарвар).
Население — 5431 чел. (2017).